# Novalena intermedia
Novalena intermedia är en spindelart som först beskrevs av Chamberlin och Willis J. Gertsch 1930.  Novalena intermedia ingår i släktet Novalena och familjen trattspindlar. Inga underarter finns listade i Catalogue of Life.